# Потоки (Гніванська міська громада)
По́токи — село в Україні, у Гніванській міській громаді Вінницького району Вінницької області.

## Походження назви
В книзі «Історія села Потоки» краєзнавець Олександр Овксентійович Іванишин зазначає, що назву свою село отримало через наявність тут сильних джерел — підземних потоків, хоча існує й інша версія: ця несприятлива земля була місцем заслання непокірних кріпаків з маєтку графа Потоцького. Поточани вважають першу версію більш життєвою, адже первинна назва села не Потоки, а Потік. В розповідях старожилів можна почути вислови «У нас на Потоці», або ж «У нас в Потоці». Корінний поточанин ніколи не запитає іншого: «Ви — Потоцький?», а тільки так: «Ви — Потіцький?».
Назви урочищ — Судаків Яр, Безодня, свідчить про те, що в незапам'ятні часи тут протікала велика й повноводна річка, від якої нині залишився «невеличкий рівчак» — вузенька річечка, що має дві назви — Батіжок або Жовтяк. Про походження села розповідає книга «Приходы и церкви Подольской Епархии» під редакцією Юхима Сецінського, що вийшла в 1901 році.

## Первісне населення
В середині XV століття, коли Поділля опинилось під владою литовських князів Коріатовичів, великих змін в цьому поселенні хутірного типу не сталося, зате в часи Речі Посполитої крім корінного населення поселилися ще й поляки: Жураковський, Отвіновські, Зюбровські, Замєховські. Пережило село і турецьку експансію. В часи миру між Польщею і Туреччиною, коли землі Поділля опинились під владою останньої, виникло нове поселення — хутір Канцерівка.

## Історія
Першим виникло село Потік, а згодом, на другому березі річки з'явилася Слобода Потіцька (Потоцька).
На початку XX століття Старо-Потік і Слободо-Потік об'єднано в одне село Потоки.
Більшість поточан була особистою власністю пані Бальтазари Тржецецької, про що свідчать документи.
«Потоки — сліз патьоки» — так увіковічили в приказці селяни своє буття в часи кріпацтва. Тільки в 1862 році становище селян змінила реформа — з кріпаків вони перетворилися на «тимчасово зобов'язаних», але вільних людей. Всі найродючіші земельні площі в Потоках належали поміщикам Шимановському, Крижанівському, Ополонському, Пограбі, Василевському, Трембулицькому.

### Будинок Потоцької школи
Будинок Потоцької загальноосвітньої школи — колишній маєток пана Америпка (чи то Маринка), що згодом став власністю сутиського поміщика — графа Гейдена. Останній планував використати будинок під залізничний вокзал (саме будували залізничне сполучення Вінниця — Балта), але інший землевласник не дозволив використати свої землі, тому залізниця зробила петлю і «пройшла» через Жмеринку. Будинок, де знаходиться школа розташовано в найвищій точці села. Мальовнича двоповерхова споруда серед високих тополь вабила очі всіх, хто приїздив до села. Тут було розміщено вчительську семінарію, яка проіснувала лише один рік, але поточани пишаються тим, що ця семінарія була одним з витоків нинішнього Вінницької державного педагогічного університету.
Будинок цей використовувався по-різному: була тут і двокласова школа й госпіталь, й сільськогосподарське училище, і нарешті, середня школа, перший випуск якої було здійснено в 1939 році.

### Пирогов
Потоки зберігають пам'ять про «Мирового суддю» Миколу Івановича Пирогова — відомого лікаря, якому було доручено уладнати «земельну тяжбу» між селянами та поміщиком. Мова велася про пасовища, які після приїзду Пирогова залишилися за селянами. До поміщика Сеульського часто приїздив М. Коцюбинський, тут також проживала відома на Поділля актриса XIX століття Є. Боярська — Богемська. Після революційних подій, що потрясли Російську імперію в 1905 році, у селі діяла група марксистів очолювана Г. С. Семенишиним.

### ХХ століття
В період колективізації тут нараховувалось пять колгоспів, у тому числі один жидівський із назвою «Деройтер вег», що в перекладі означає «Червоний шлях».
Незабаром на полях колгоспу «Першотравень» з'явився перший трактор — американський «Фордзон», який поточани отримали в дарунок до свята 1-го Травня. Водночас руйнувались церкви, кінофікувався сільський клуб.

#### Опір більшовицькій сваволі
Боліло серце селянське за тією обіцяною волею, за омріяною землею, за всім надбаним, що доводилося віддавати в колгосп. І селяни протестували. «Бабськими бунтами» називали радянські історики такі протести, адже першими не витримували жінки — йшли до колгоспного двору й забирали свою худобу, не маючи чим прогодувати родину. На такі протести уряд відповідав безжалісно: в селі було конфісковано майно 41-го «куркульського» господарства, а непокірних позбавлено житла й вислано до Сибіру та в степи Дніпропетровщини, де їх, висланих, оголосили ворогами народу й змусили працювати в колгоспах.
Сава Могир, не містила в собі ніяких відомостей про умови перебування в'язня. Найосвіченіша людина в Потоках він не знав чому і хто назвав його ворогом народу. А найбільше було таких, хто й читати не вмів, а був звинувачений у шпигунстві, диверсіях та саботажі. Історія цих часів — біла пляма в історії село, адже тією самою залізною рукою на цю тему було поставлено «табу». Слідопити школи збирають все по крупиці і нині імена репресованих і убитих голодом — в музеї на стенді поряд з портретом Сава Могира, що став символом закатованих поточан. Поряд — плакат, на якому зображено жінку, розп'яту на хресті: «Ось вона, Мати — Україна, на велетенськім хресті розіп'ята…» Коли бачиш це, у свідомості лунають слова Катерини Мотрич з «Молитви за убієнних голодом»: «…І чується сивий голос сивої від горя землі. Марії, Уляни, Тарасихи, Івани, Васильчихи, куди ж ви? Як же я без вас?»

#### Румунська присутність
У липні 1941 року в село на мотоциклах в'їхали німці, а згодом село окупували румуни, оскільки на території Жмеринщини проходила лінія розмежування сфер впливу Німеччини й Румунії. Майже три роки в селі не було комуністів і колгоспів. Відкрили церкву, похрестили дітей, наїлися хліба. Проте 17 березня 1944 року в село вступили частини сталінської армії. Але цьому передував жорстокий бій, після цього виросли на обох сільських цвинтарі дві братські могили. Згодом останки воїнів перепоховали у Жмеринці, а в селі залишилась одинока могила медсестри Марії Заєць, що померла від ран у школі, яка тоді була госпіталем.

### Післявоєнний стан
У Потоках на честь загиблих відкрито пам'ятник, до якого приїздять (все рідше) товариші загиблих — колишні бійці 237 Пирятинської дивізії, та 151 Жмеринсько — Будапештської дивізії. Музей зберігає листування з ветеранами, листи, фото, вирізки з газет, особисті речі воїнів, зразки зброї.
Пишається школа своїми випускниками, серед яких генерал Мельник В. К., науковці та державні діячі — брати Саблуки Петро та Василь, депутат Кірімов Іван (житель Рижавки, відоміший як Все це було зібрано колишнім директором школи (нині покійним) О. О. Іванишиним, та вчителем географії Ф. І. Дорошкевичем. Музей функціонує з 1953 року, але 15 років тому його було реконструйовано згідно з сучасними вимогами, систематизовано й впорядковано директором школи О. Г. Дворчин. Пишається школа своїми випускниками, серед яких генерал Мельник В. К., науковці та державні діячі — брати Саблуки Петро та Василь, депутат Кірімов Іван (житель Рижавки, відоміший як поет), та й інші — лікарі, вчені, правозахисники. А поряд з ними — фото скромних трудівників — незнаних у світі, проте найвідоміших тут, у селі, бо саме вони творили і творять історію Села Потоки — маленької часточки України.

## Населення

### Мова
Розподіл населення за рідною мовою за даними перепису 2001 року:
| Мова       | Кількість | Відсоток |
| ---------- | --------- | -------- |
| українська | 706       | 99.86%   |
| вірменська | 1         | 0.14%    |
| Усього     | 707       | 100%     |

## Пам'ятки
- Джерело «Потоки» — гідрологічна пам'ятка природи місцевого значення.
- Лебединий загальнозоологічний заказник місцевого значення.

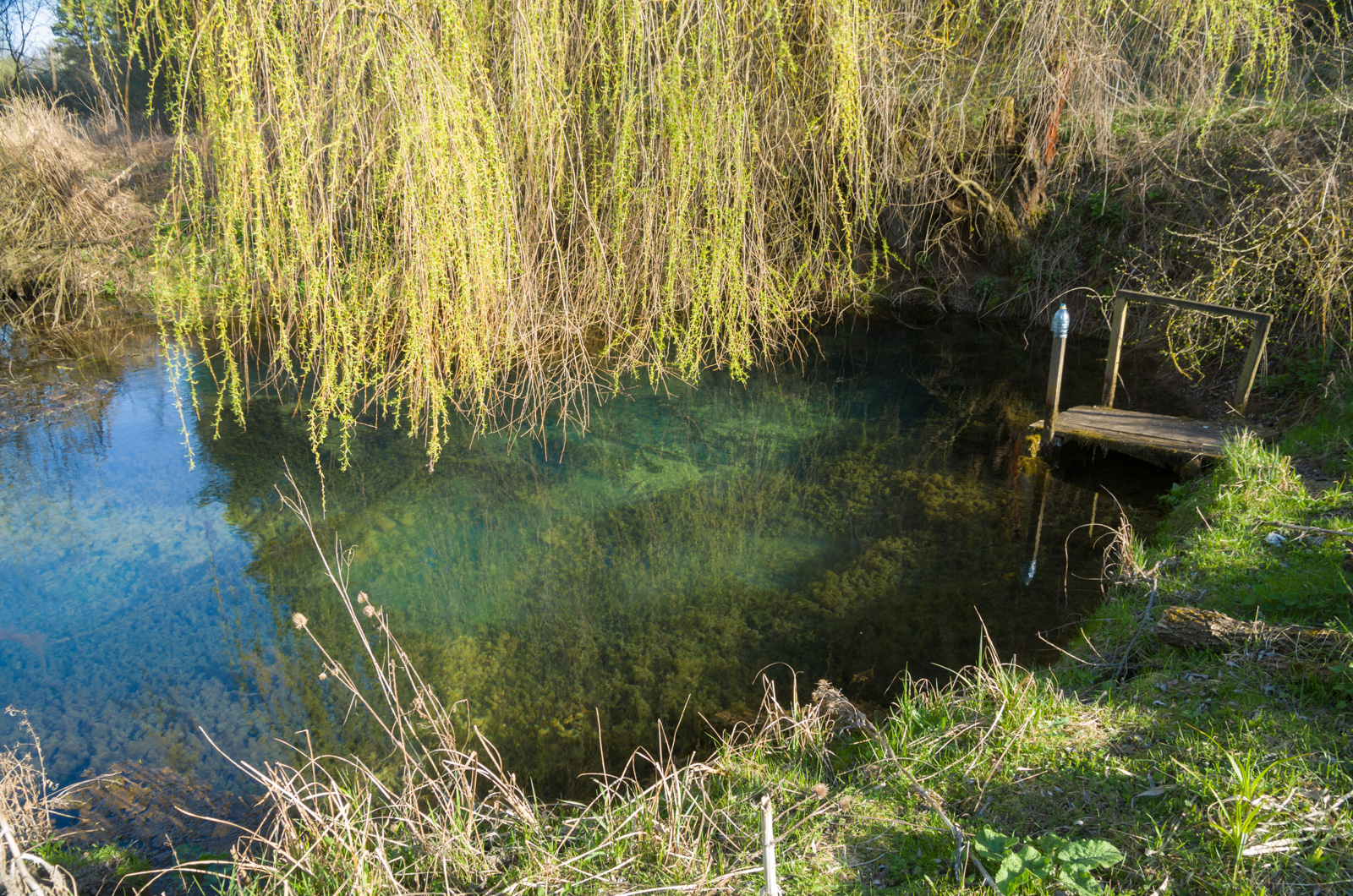
Джерело «Потоки»
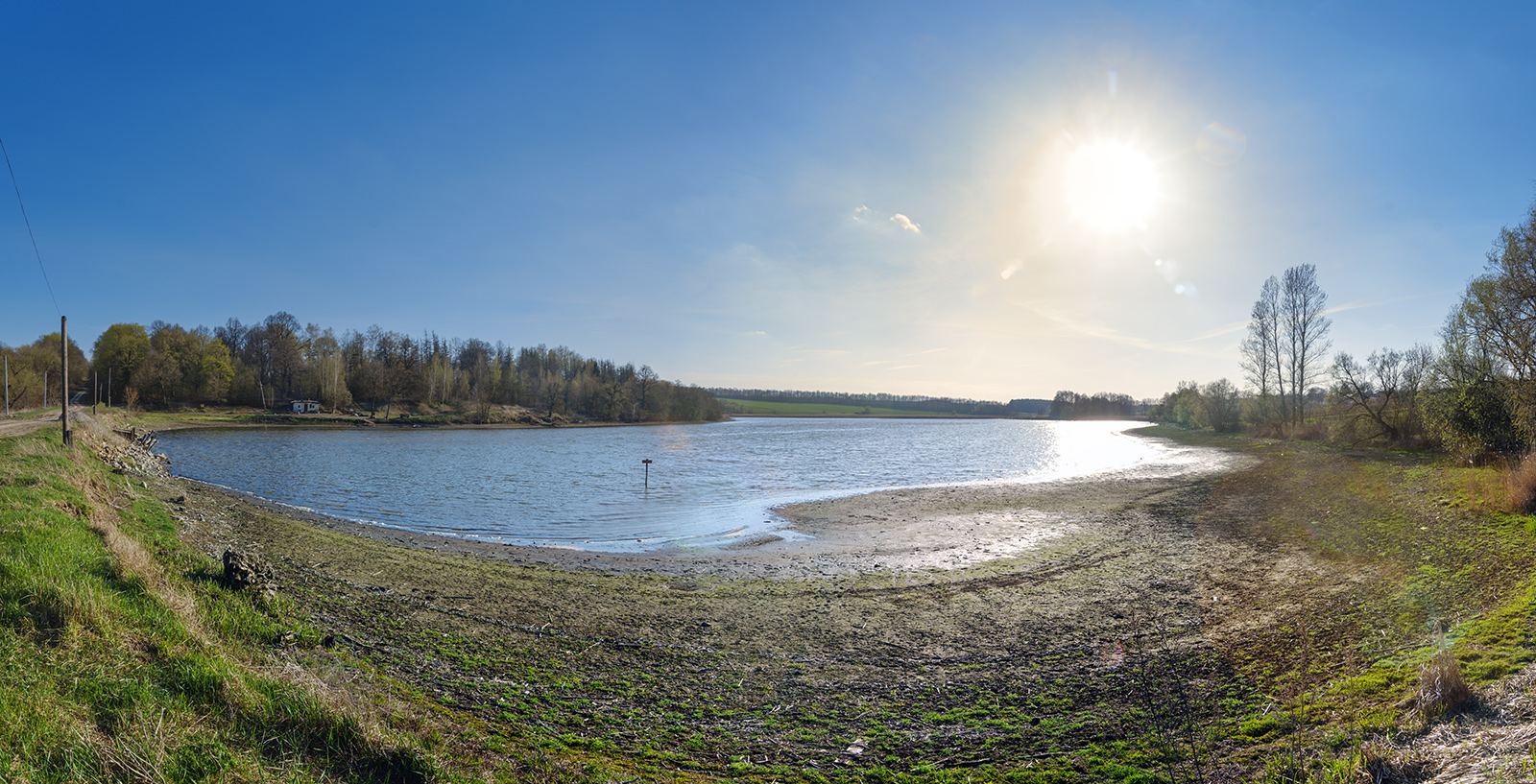
Лебединий загальнозоологічний заказник

## Відомі люди
- Саблук Петро Трохимович — доктор економічних наук, професор, академік УААН.
- Саліковський Олександр Хомич  — державний діяч УНР, міністр внутрішніх справ.